# Nebris
Nebris is een geslacht van straalvinnige vissen uit de familie van de ombervissen (Sciaenidae).

## Soorten
- Nebris microps Cuvier, 1830 – Kleinoogombervis
- Nebris occidentalis Vaillant, 1897